# 파키케투스
파키케투스(Pakicetus)는 신생대 에오세 초기(약 4,900만년 전)에 살았던 포유류이며, 현재 알려진 한으로 최고의 원시적 고래류이다. 화석은 파키스탄 북부 및 인도 서부에서 발견되고 있으며, 속명의 뜻은 화석이 발견된 파키스탄(Pakistan)파키스탄)"과, 그리스어로 '고래'를 의미하는 'cetus'가 합쳐진 '파키스탄의 고래'를 의미한다.

## 특징

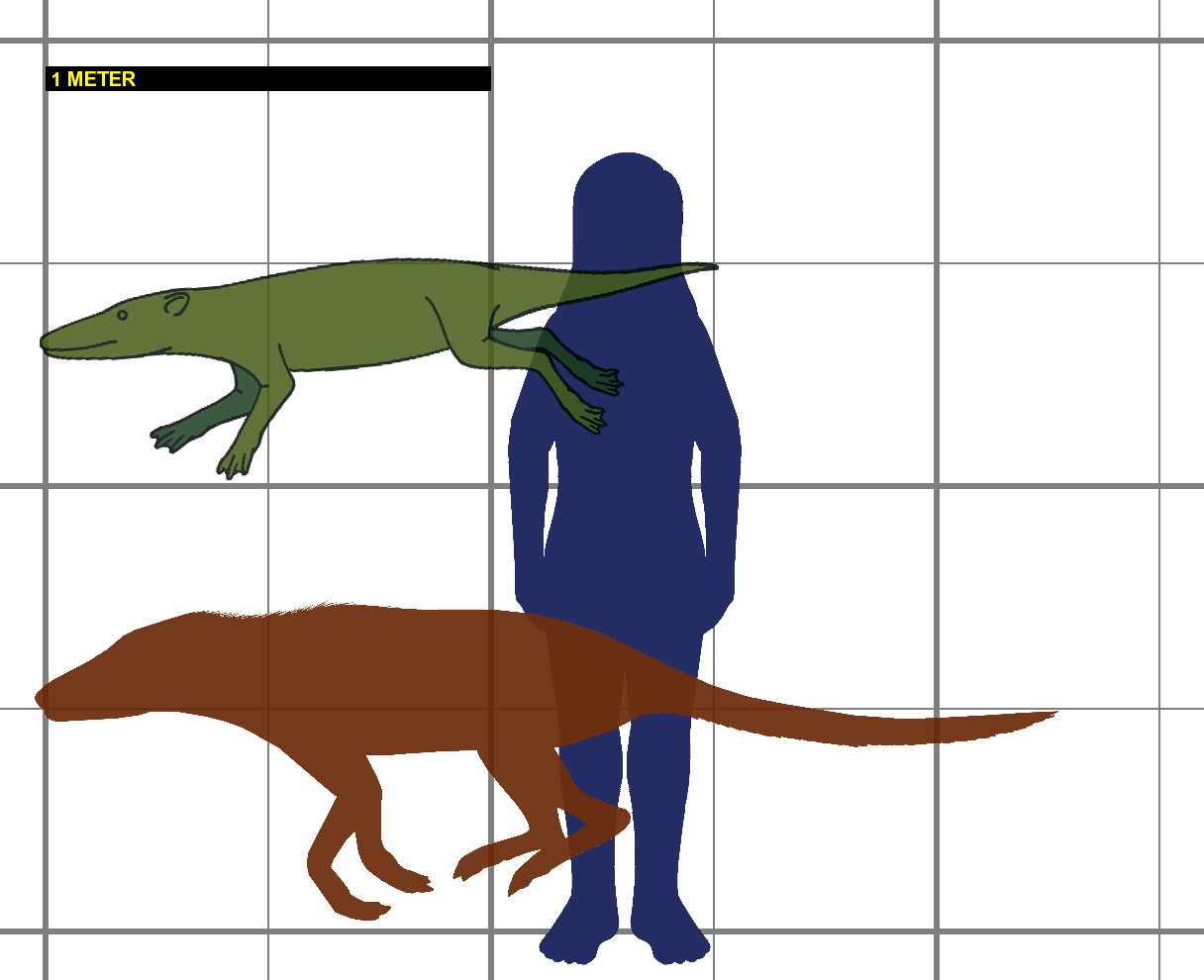
인간과의 크기 비교

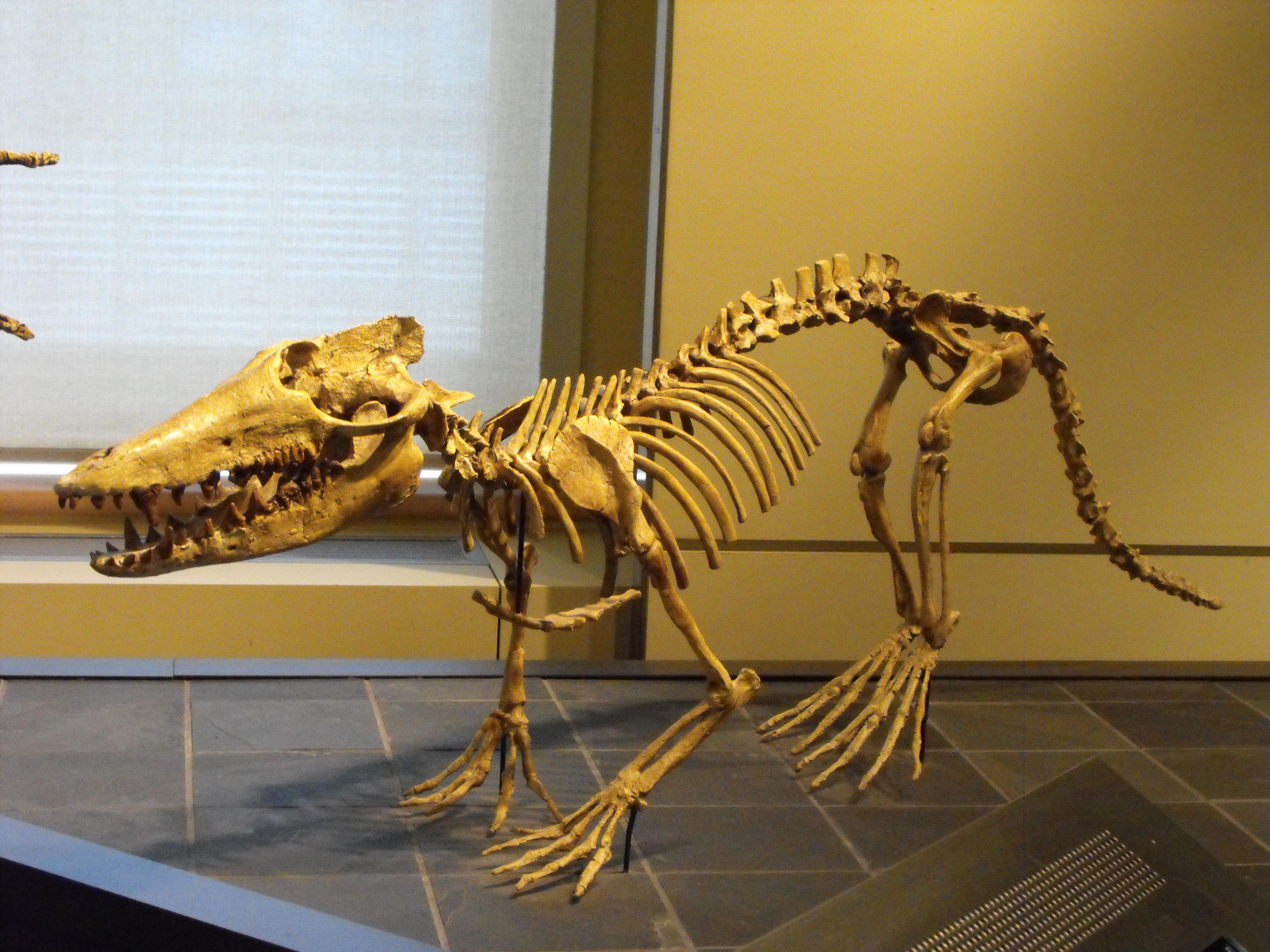
파키케투스의 화석

파키케투스는 늑대와 비슷한 포유동물이었으며, 몸길이는 약 1 ~ 2 미터 (3.3 ~ 6.6 ft)였다. 고래의 조상이지만, 현생 고래류와는 매우 다르게 생겼으며, 몸의 형태도 해양 생물보다는 육지에 사는 발굽이 있는 포유류와 더 유사했다. 주둥이가 길었고, 코는 주둥이 끝에 있었으며, 뚜렷하고 유연한 목과 매우 길고 튼튼한 꼬리를 가지고 있었다.
앞니, 송곳니, 어금니 등 포유류가 가지고 있는 치아들을 모두 가지고 있었는데, 치아의 세부적인 부분들을 조사한 결과 어금니로 동물의 살을 찢고 뜯었을 것으로 추정된다. 어금니에 있는 긁힌 자국들은 먹이를 씹을 때 이를 갈았다는 것을 나타내며, 이러한 치아의 손상을 최소화하고자 삼키기 쉬운 물고기 등의 작은 동물들을 먹었던 것으로 추정된다. 이빨은 또한 파키세투스의 조상이 초식성과 잡식성임을 암시한다. 파키케투스는 석회암, 백운석 등 다양한 암석들과 함께 있는 물가 근처가 유리한 서식지였을 것으로 추정된다.